# 希望的大地
《希望的大地》是2019年首播的中国大陆电视剧，由吴子牛执导，杨铮、印小天、姜妍、菅纫姿、林江国、宗峰岩等主演，李雪健特别主演。2019年10月25日在央视一套播出，是庆祝中华人民共和国成立七十周年国家广播电视总局优秀剧目展播劇目之一。